# Lebrunia
Lebrunia é um género botânico pertencente à família Clusiaceae.
Formado por uma única espécie, nativo da África.

## Espécie
Lebrunia busbaie Benth.

## Nome e referências
Lebrunia Staner